# Globes
Globes (en hebreu: גלובס) és un periòdic vespertí financer escrit en hebreu, publicat a Israel.

## Competència
No té cap competidor directe, excepte The Marker, la secció d'economia del diari Haaretz, que és el seu principal rival.

## Seccions
- G - El principal complement del cap de setmana.
- Nadlan - complement setmanal (diumenge)
- Firma - complement mensual sobre indústries de màrqueting.
- Lady Globes - Revista mensual destinada a les dones.